# Marina Piller
Pour les articles homonymes, voir Piller.
Marina Piller, née le 17 novembre 1984 à Tolmezzo, est une fondeuse italienne.

## Carrière
Actif dans le cirque blanc depuis 2001, elle prend part aux Championnats du monde junior entre 2002 et 2004, obtenant comme meilleur résultat une huitième place au cinq kilomètres en 2004. Piller, membre des fiamme Gialle, puis du C.S Forestale, fait ses débuts en Coupe du monde en janvier 2006 à Lago di Tesero, marquant son premier point (30e) en décembre 2007 à Rybinsk. Entre-temaps, elle remporte la médaille de bronze aux Championnats du monde des moins de 23 ans à Tarvisio sur dix kilomètres.
Pendant des années (entre 2008 et 2011), elle reste cantonnée au niveau inférieur de la Coupe de fond, où elle monte cinq fous sur la plus haute marche du podium.
En 2013, elle obtient son premier top 10, avec une septième place au 10 km libre Davos, juste avant de participer à ses premiers Championnats du monde à Val di Fiemme. Durant ces Mondiaux, elle prend la vingtième place du 10 km puis la huitième du relais et la cinquième en sprint par équipes avec Ilaria Debertolis.
Elle est sélectionnée pour les Jeux olympiques d'hiver de 2014, à Sotchi, où elle se classe 16e du skiathlon, 31e du 10 km classique, 8e du relais et 25e du 30 km libre.
En 2015, Marina Piller qui va devenir maman, prend sa retraite sportive.
En 2018, la Fédération internationale de ski la suspend rétroactivement pour deux ans en raisons d'irréglarités sur son passeport biologique. Ses résultats aux Jeux olympiques 2014 et Championnats du monde 2015 sont ainsi annulés.

## Palmarès

### Jeux olympiques d'hiver
| Épreuve / Édition | Sprint | Sprint                           | 10 km                            | 10 km     | Skiathlon 2 × 7,5 km | 30 km | Relais | Relais   |
| Épreuve / Édition | libre  | classique                        | libre                            | classique | Skiathlon 2 × 7,5 km | 30 km | Sprint | 4 × 5 km |
| JO 2014 Sotchi    | -      | Épreuve inexistante à cette date | Épreuve inexistante à cette date | DSQ       | DSQ                  | DSQ   | -      | DSQ      |

Légende :
- : pas d'épreuve
- — : Non disputée par Piller
- DSQ : disqualifié

### Championnats du monde
| Épreuve / Édition           | Sprint                           | Sprint    | 10 km | 10 km                            | Skiathlon 2 × 7,5 km | 30 km | Relais | Relais   |
| Épreuve / Édition           | libre                            | classique | libre | classique                        | Skiathlon 2 × 7,5 km | 30 km | Sprint | 4 × 5 km |
| Mondiaux 2013 Val di Fiemme | Épreuve inexistante à cette date | —         | 20e   | Épreuve inexistante à cette date | —                    | —     | 5e     | 8e       |
| Mondiaux 2015 Falun         | Épreuve inexistante à cette date | —         | DSQ   | Épreuve inexistante à cette date | DSQ                  | DSQ   | —      | —        |

Légende :
- : pas d'épreuve
- — : non disputée par Piller
- DSQ : disqualifiée pour dopage

### Coupe du monde
- Meilleur classement général : 66e en 2013.
- Meilleur résultat individuel : 7e.

#### Classements en Coupe du monde
| Année     | Classement général final | Classement distance |
| 2007-2008 | 94e                      | 62e                 |
| 2012-2013 | 66e                      | 45e                 |
| 2013-2014 | 95e                      | 63e                 |
| 2014-2015 | 113e                     | 84e                 |

### Championnats du monde des moins de 23 ans
- Médaille de bronze du 10 km libre à Tarvisio en 2007.

### Coupe OPA
- 7e du classement général en 2011.
- 14 podiums, dont 5 victoires.